# 흑연비수
《흑연비수》(黑燕飛手, 영어: Lady Kung Fu, 합기도, 중국어: 合氣道)는 홍콩에서 제작된 황풍, 정창화 감독의 1972년의 액션, 무협 영화이다. 황가달 등이 주연으로 출연하였고 추문회 등이 제작에 참여하였다. 또한 골든 하베스트에 의해 개봉되었다. 2006년에는 홍콩 레전드에 의해 디지털 리마스터되고 복원되었다.

## 출연

### 주연
- 황가달
- 모영
- 홍금보
- 황인식

### 조연
- 백응
- 지한재
- 위평오
- 임정영
- 천후이이
- 원규
- 양소룡
- 원표
- 성룡
- 황의식